# Ormenans
Ormenans é uma comuna francesa na região administrativa de Borgonha-Franco-Condado, no departamento de Alto Sona. Estende-se por uma área de 3,61 km². Em 2010 a comuna tinha 80 habitantes (densidade: 22,2 hab./km²).